# آدوکسا مسچاتلینا
آدوکسا مسچاتلینا (نام علمی: Adoxa moschatellina) نام یک گونه از تیره هفت‌کولان است.